# Южная Лифляндия
Ю́жная Лифля́ндия — отдалённый микрорайон города Большой Камень, ранее бывший отдельным посёлком Шкотовского района Приморского края.

## История

### Российская империя
В рамках программы переселенчества в Цемухинской волости были определены 2 участка для переселения эстов: Морской (Лифляндский), площадью 4997 десятин, и Гористый (Эстляндский), площадью в 2643 десятины. Первые 26 эстонских переселенцев в составе 10 семей спустились в сентябре 1899 года на берег бухты Андреева. На Морском участке поселилось 6 семей, а на Гористом — 4 семьи. За последующие два года население увеличилось ещё на 20 семей — 11 в 1900 году и 9 в 1901 году.

### Советский период
Весной 1924 года был образован Лифляндский сельсовет, сформированы четыре артели: «Лифляндец-1» (бухта Андреева), «Лифляндец-2» (бухта Большого Камня), «Приморец» (бухта Суходол) и «Эрингас» («селёдка» с эстонского; бухта Пяти охотников). В декабре 1929 года артели были объединены в колхоз «Лифляндец», переименованный в феврале 1931 года в «Новый мир». В том же 1931 году центральная усадьба колхоза была перенесена в бухту Южная, где и находится по сей день, и вокруг которой вырос современный посёлок. В тот же год была построена верфь в бухте Южная (до этого уже были построены верфи в бухтах Андреева, Подъяпольского и Большого Камня), которая изготавливала суда не только для себя, но и на продажу. К концу 1935 года на балансе колхоза находилось 61 судно (в том числе несамоходные) — все собственного производства. В 1938 году была создана Шкотовская моторно-рыболовная станция, куда был передан весь флот. Вскоре станция была переведена в бухту Подъяпольского (ныне Приморский межколхозный судоремонтный завод).
В 1935 году был построен клуб, в котором также размещались библиотека (с литературой на эстонском, корейском и русском языках), фотолаборатория и начальная школа. Примерно в то же время был устроен первый магазин, а до этого все покупки совершались в Петровке.
В начале октября 1938 году в посёлок пришли репрессии: в числе прочих были арестованы экс-председатель колхоза, председатель Шкотовской МРС и Лифляндского сельсовета Юган Ганслеп (умер на Колыме в 1941 году) и первый большевик посёлка Исаак Пихель — всего более 60 человек. Всего в 1938 году село потеряло более 200 эстонцев, молдаван и корейцев, а на замену им прибыло около 100 русских. Во время Великой Отечественной войны село потеряло на фронтах 42 человека из 82 отправленных.
26 июня 1940 года Шкотовский райисполком утвердил генплан центра колхоза, предусматривающий строительство 218 жилых домов и около 40 других объектов. К концу 1930-х годов, несмотря на волну репрессий, колхоз стал весьма успешен. В его распоряжении имелось 40 гектар пахотной земли, 180 гектар сенокоса, 30-40 коров, 54 лошади. Оборот колхоза достигал 200 тысяч рублей, а в 1940 году колхоз выловил почти 3169 тонн рыбы (однако из-за колебаний численности иваси в 1941 году общий улов составил всего 960 тонн). За десять лет средняя зарплата колхозника выросла в 5 раз — со 107 до 560 рублей. Немалый доход приносило и садоводство — до 60 тысяч рублей в год, а производство мёда доходило до двух с половиной тонн.
8 июня 1961 года решением крайисполкома № 536 Лифляндский сельсовет был упразднён, а его территория передана Большекаменскому поссовету.
12 декабря 1986 года Шкотовским райисполкомом было подано прошение в Примкрайисполком об исключении Южной Лифляндии из учётных данных, как фактически слившейся с Большим Камнем. Село Южная Лифляндия включено в состав рабочего посёлка Большой Камень 16 января 1987 года решением Приморского крайисполкома № 2.

## Население
На 1 января 1915 года в Лифляндии был 141 двор с 455 жителями, а уже в 1927 году — 736 человек.
В 1941 году этнический состав колхоза выглядел так: эстонцы — 324, русские — 240, украинцы — 69, молдаване — 64 человека.

### Культура
До сталинских репрессий посёлок являлся уникальным местом, где сошлись несколько культур и языков — русский, эстонский, молдавский, китайский и корейский. Некоторые из жителей колхоза могли разговаривать на четырёх языках.

## Образование
Первая одноклассная школа (Северо-Лифляндская) была открыта в бухте Большие Куши (ныне Большой Камень) в 1909 году. Школа не имела отдельного здания и располагалась в частном доме, обучение велось на русском языке. Уже в 1910 году была построена новая школа, в которой преподавали и на эстонском, и на русском языках. Также среди предметов был английский язык и православное учение. В 1919 году в бухте Южной была открыта Южно-Лифляндская школа, которая размещалась в пустовавшем трёхкомнатном доме; занятия проводились на эстонском языке, а русский был отдельным уроком. После отъезда семьи учителей из Северо-Лифляндской школы в 1927 годы, обе были объединены в Южно-Лифляндскую школу. В 1932 году, став четырёхлетней, Южно-Лифляндская школа была перенесена в новое здание клуба колхоза «Новый мир», а чуть позже в два новых одноэтажных здания.
До конца 1930-х годов в школах сохранялось преподавание на национальных языках.
Новое капитальное двухэтажное здание было построено по инициативе колхоза и открыто 10 ноября 1966 года. И по настоящее время в нём находится средняя (с 1991 года) школа № 8.

## Экономика
- Рыболовецкий колхоз «Новый мир».

### Транспорт
Микрорайон связан с городом двумя автобусными маршрутами: № 1 (Большой Камень — Новый мир) и № 117 (Большой Камень — Подъяпольское).